# Кубинска революция
Кубинската революция е въоръжената борба за свалянето на диктатурата на Фулхенсио Батиста.
Тя започва на 26 юли 1953 година с атаката на казармите Монкада и завършва на 1 януари 1959 година с триумфа на въстаниците начело с Движението 26 юли. За кубинска революция се говори и след завземането на властта и провеждането на редица реформи и мероприятия на новото правителство под ръководството на Фидел Кастро.

## Предистория
Когато става ясно, че няма шансове да спечели президентските избори, Батиста организира военен преврат в Куба на 10 март 1952 година, опирайки се на армията и отчасти на подкрепата на САЩ. Той отстранява от властта президента Карлос Прио и се самообявява за временен президент на страната. Превратът е извършен три месеца преди изборите за президент. На 27 март 1952 г. президентът на САЩ Хари Труман признава правителството на Фулхенсио Батиста със закон.
Връщайки се на власт, новият президент разчиства пътя на крупния американски капитал. Хавана се превръща в „латиноамериканския Лас Вегас“. Целият туристически и развлекателен бизнес в страната се контролира от американската мафия. Нараства броя на публичните домове. Американците контролират 70% от икономиката на Куба. Безработицата нараства на 30%, а през 1958 година достига 40%. За всичко това Батиста е щедро възнаграден от американците. В същото време недоволството сред населението се увеличава, особено сред прогресивните среди и интелигенцията. Въпреки лукса и разкоша на определени среди, като цяло населението на страната остава бедно.

## Хронология на революцията

### Атаката над казармите Монкада
Кубинската революция започва на 26 юли 1953 година, когато не много добре въоръжена група въстаници напада добре укрепените казарми Монкада и тези в Байамо. След двучасови сражения, разчитайки напразно на подкрепа на широките маси, голям брой революционери са убити, а останалите заловени. Между последните са Фидел Кастро и брат му Раул. Между убитите е Абел Сантамария, един от водачите на бунта, който след като е заловен и измъчван, е екзекутиран в самия ден на атаката.
Фидел Кастро отказва адвокат по време на съда (той завършва право) и защитава себе си, като произнася известната четиричасова реч, останала в историята като „Историята ще ме оправдае“, защото в нея той заявява: „Осъдете ме, няма значение, историята ще ме оправдае.“ Осъден е на 15 години затвор, а брат му Раул – на 13 години.
През 1955 година, под натиска на обществеността, всички политически затворници са освободени. Братята заминават за Мексико, където срещат аржентинеца Ернесто „Че“ Гевара и създават организацията „М-26“, в която се включва и Че.

### Акостиране на яхтата Гранма
Яхтата „Гранма“ пристига в Куба на 2 декември 1956 година – 2 месеца по-късно от заплануваното, защото е стара и претоварена. Това слага край на плановете за съвместна атака с бунтовници от други групировки. Революционерите слизат от лодката и поемат пътя към Сиера Маестра. 3 дни по-късно са атакувани от армията на Батиста. По-голямата част от тях са убити, само малка група успява да се спаси. Точната бройка не се знае, но от общо 82 души по-малко от 20 остават живи, като успяват да се укрият в планината. Между останалите живи са Фидел Кастро, Че Гевара, Раул Кастро и Камило Сиенфуегос. По време на престрелката те се разделят и се придвижват на малки групи или поединично. С помощта на местните жители успяват да се намерят по-късно и установяват главния щаб на партизанското движение. Между тях са и две жени – Селия Санчес и Айди Сантамария.
На 13 март 1957 година група млади революционери антикомунисти, основно студенти, нападат президентския Дворец и се опитват да убият Батиста и да свалят режима. Атаката се оказва самоубийствена. Лидерът, студентът Хосе Антонио Ечевериа, умира при престрелка в сградата на Хаванското радио, където преди това се е установил, за да може да извести населението за евентуалната смърт на президента. Само шепа[необходимо е уточнение] революционери успяват да се спасят. Съединените щати налагат ембарго, с което още повече омаломощават режима. Подкрепата за Батиста става много ограничена и се свежда до почти никаква в средата на 1958 г.
В същото време партизаните в планината Сиера Маестра организират малки, но успешни атаки срещу отделни гарнизони. Кастро има и съратници, които го снабдяват с боеприпаси и храна, а също така и разузнавачи, които му предават ценна информация. В крайна сметка Сиера Маестра преминава под контрола на Фидел Кастро.

### Ключовите битки
По това време силите на Кастро са малки, понякога се състоят само от 200 души, докато въоръжените сили на Батиста са между 30 000 и 40 000 души. Въпреки това, при всеки въоръжен сблъсък, армията трябва да отстъпи. Една от причините е ембаргото, наложено от САЩ, което води до липсата на снабдяване с части и други материали.
Най-накрая Ф. Батиста решава да отговори с организирана офанзива, която той нарича „Операция Берано [Лято – пр. от исп.]“, докато въстаниците я наричат „Офанзивата“. Около 12 000 войници са изпратени в планините, но са победени от Кастро и неговите войници. Следва битката за Ла Плата, която е между 11 и 21 юли 1958, и завършва с победата на революционните сили, при което е победен цял батальон и са заловени 240 души, а Кастро дава само 3 жертви. На 28 юли силите на Кастро (не повече от 300 души) са обградени при битката за Лас Мерседес и са застрашени да бъдат унищожени напълно. Тогава Фидел Кастро моли за прекъсване на огъня и преговори. Тези безплодни преговори продължават една седмица, при което време войниците на Кастро един по един постепенно успяват да се измъкнат от клопката и да се скрият в планините. На 8 август става ясно, че цялата „Операция Берано“ е провал за правителството на Батиста.

### Последни битки и победа
На 21 август 1958 година след провала на „Офанзивата“, силите на Кастро започват настъпление. Отварят 4 фронта в провинция Ориенте (днес разделена на Сантяго де Куба, Гранма, Гуантаномо и Олгин). Партизаните слизат от планините, снабдени с оръжие, заграбено по време на „Офанзивата“ и от други места, след което Кастро печели няколко големи победи, като завзема властта в няколко града като например Мафо и Контрамаестре.
През това време, други части под ръководството на Че Гевара, Хаиме Вега и Камило Сиенфуегос се отправят на запад към Санта Клара. Частите на Вега са пресрещнати и напълно унищожени. Другите две продължават и достигат централните провинции, където към тях се присъединяват други бунтовнически части, несвързани с Кастро. Сиенфуегос печели битката за Ягахаи на 30 декември 1958.
На следващия ден Че Гевара и други революционни части печелят битката за Санта Клара. Тази победа се оказва решаваща. Батиста изпада в паника и решава да напусне Куба, като заминава за Доминиканска република само часове по-късно, на 1 януари 1959 година. Уилям Морган продължава борбата и завзема Сиенгуегос. По същото време след като Фидел Кастро научава за бягството на Фулхенсио Батиста, той започва преговори за завземане на Сантяго де Куба. На 2 януари военният комендант на града, полковник Рубидо, дава заповед на своите войници да не оказват съпротива на армията на Кастро, който навлиза победоносно в града. Че Гевара и Камило Сиенфуегос навлизат в Хавана почти по едно и също време. Те не срещат никаква съпротива по пътя си от Санта Клара до столицата. Кастро от друга страна пристига тържествено в Хавана едва на 8 януари, след като прави дълга победоносна обиколка в страната и е посрещнат като спасител и герой. Избраният от него президент Мануел Лео влиза в длъжност на 3 януари.

### След революцията
Едно от първите места, които Кастро посещава след победата на революцията, е САЩ. Той иска да обясни какво означава революцията и че нейните лидери не са комунисти.
Стотици симпатизанти на режима на Батиста, както и негови агенти, полицаи и войници са арестувани и съдени за военни престъпления и нарушаване правата на човека. Много от тези, осъдени от революционните трибунали в политически престъпления, са разстреляни, докато други получават доживотни присъди. Един от най-известните примери за такъв революционен трибунал е разстрелът на 70 заловени войници на Батиста, ръководен от Раул Кастро след завземането на Сантяго де Куба. От друга страна, в Хавана, в крепостта Ла Кабаня комендантът Че Гевара играе роля на главен прокурор, като целта му е да се прочистят тайните служби от верни на Батиста хора, а и от всички други противници на новия режим. Някои от тях имат щастието да не са преследвани от закона, а им се дава възможността да напуснат страната като военни аташета.
75% от най-добрата обработваема земя на Куба се владее от чужди (предимно американски) компании и физически лица. Една от първите задачи на новото правителство е да премахне неграмотността и да проведе аграрна реформа. Започват да се създават кооперативите. Команданте Сори Марин, който е назначен да проведе реформите, им се противопоставя и се опитва да избяга, но е заловен и екзекутиран. Много други са прокудени от страната или убити. Всички бунтове са жестоко потушени.
След като взима властта, Кастро създава революционна милиция и Комитет за защита на революцията през 1960 година. Задачата на този комитет е да следи за прояви на контрареволюционна дейност сред населението и да докладва на правителството. Обикновените хора са следени, подслушвани, създават се досиета за техния произход, образование, контакти с чужденци и всякакво подозрително поведение. Едни от най-преследваните групи са хомосексуалистите.
Куба започва „експроприация на експроприаторите“, с други думи да национализира всяка частна собственост, земя и предприятие. Национализирани са и плантациите, които са собственост на семейството на Кастро. До 1960 година новото революционно правителство национализира частна собственост на обща стойност от 25 милиарда долара. Куба национализира и собствеността на чужди (предимно американски) компании. Американците отговарят като замразяват всички кубински активи в САЩ. Това усложнява неимоверно дипломатическите отношения между двете страни и затвърдява ембаргото срещу Куба, което всъщност е все още действащо, 50 години по-късно. Куба се обръща към СССР за помощ и подкрепа.
Съединените американски щати предприемат много опити за сваляне на правителството на Кастро. Един от тези опити е Операцията в Залива на свинете през април 1961 година – въоръжена инвазия на кубински емигранти, подпомагани от ЦРУ, която завършва с пълен провал. Друг такъв е също много известната Карибска криза през 1962 г., след което САЩ обещават никога повече да не окупират острова на свободата. Неуспешни бунтове с наименованието „Война срещу бандитите“ продължават до 1965 година без успех.
След отблъскването на нападението в Залива на свинете правителството национализира собствеността на всички религиозни организации, включително това на католическата църква. Много католически свещеници са изгонени от страната, след като правителството обявява официално обществото за атеистично. Частните училища са забранени и програмата в училищата се контролира от правителството.
През юли 1961 се сливат движението на Кастро М-26, Народната социалистическа партия и Революционният директорат като на 26 март 1962 г. стават Обединена партия на Кубинската Социалистическа революция (ОПКСР), която от своя страна се превръща в Кубинска комунистическа партия на 3 октомври 1965 година и Фидел Кастро става неин първи секретар.